# Сестри Служебниці Непорочної Діви Марії
Се́стри Служе́бниці Непоро́чної Ді́ви Марі́ї (ССНДМ) — найчисленніше чернече жіноче згромадження (понад 1 000 сестер-монахинь) Української греко-католицької церкви, засноване в 1892 році василіянином о. Єремією Ломницьким за підтримки пароха села Жужель о. Кирила Селецького. Завдання згромадження: релігійне виховання дітей і шкільної молоді та церковно-харитативна допомога по парафіях (захоронки, сиротинці, школи, лікарні, притулки для похилих віком тощо).

## Історія
Укладений для сестер-монахинь чернечий устав того ж року схвалив митрополит Сильвестр Сембратович. Перший дім виник у с. Жужелі (тепер Жужеляни) поблизу Сокаля завдяки допомозі місцевого душпастиря Кирила Селецького, 1894 оформився головний монастир у Кристинополі під проводом тамтешніх василіян. Під керівництвом першої сестри-монахині Йосафати Гордашевської, співзасновниці згромадження, жіночі монастирі невдовзі поширилися в Галичині, поміж українською еміграцією в Канаді (1902) і Бразилії (1911) та в Югославії (1906), в Карпатській Україні (1928) й у США (1938).
У 1934 році ССНДМ підлеглі доти єпархіальній владі, були централізовані під головним зарядом з одним чернечим уставом, затвердженим остаточно Пієм XII 1956, і діяли у трьох чернечих провінціях: для Європи, Канади й США з Бразилією. У 1938 мали в Європі 92 доми і 494 сестри та вели захоронки (76, бл. 5000 дітей), сиротинці (15 з 380 сиротами) та 3 народні школи, економію у 4 духовних семінаріях та різноманітну церковно-харитативну працю по парафіях, головно між жіноцтвом.
Радянська влада скасувала ССНДМ в Галичині (1940—1941 і головно по війні) і чимало з них вивезла до концентраційних таборів; така сама доля зустріла їх під комуністичним режимом у Чехословаччині 1950, тільки деякою мірою вони змогли існувати в Польщі (13 осідків) і в Югославії (7).
Головний дім верховної управи є в Римі, по 2 доми у Франції, Англії та Німеччині; за океаном — у Бразилії (43 доми), Канаді (23), США (20) і (з 1965) в Аргентині (4). ССНДМ далі працюють насамперед у парафіяльному шкільництві, мають власні середні й вищі школи для дівчат та дають місійно-катехитичну допомогу священикам по далеко розкинених колоніях.

### Блаженні
- с. Йосафата Гордашевська, СНДМ
- с. Тарсикія Мацьків, СНДМ